# Никанорова Тетяна Леонідівна
Тетяна Леонідівна Никанорова (нар.. 28 квітня 1966) — російська башкирська оперна співачка (контральто), солістка Башкирського державного театру опери та балету, народна артистка Республіки Башкортостан (2008).

## Біографія
Никанорова Тетяна Леонідівна  народилася 28 квітня 1966 року в селі Новобелокатай Белокатайського району Башкирської АРСР. З 1973 по 1981 рік навчалася в школі села Кушнаренково, потім з 1981 по 1985 роки — у Благовіщенському педагогічному коледжі.
Освіту продовжила в Уфимській державній академії мистецтв імені Загіра Ісмагілова. Навчалася з 1991 по 1997 роки за спеціальністю «сольний спів» (клас заслуженого артиста Російської Федерації, народного артиста Республіки Башкортостан, лауреата Державної премії імені С. Юлаєва Салавата Аскарова).
З 1997 року — провідна солістка опери Башкирського Державного театру опери та балету. З 2007 року Тетяна Никанорова працює в Єкатеринбурзькому державному академічному театрі опери та балету. В даний час працює в обох цих театрах.
Виступала на Національному театральному Фестивалі «Золота маска» в Москві на сцені театру «Нова опера» в спектаклях-номінантів: «Чарівна флейта» В.-А. Моцарта (2006) і «Бал-маскарад» Дж. Верді (2007), на сцені театру з програмами камерно-вокальної музики спільно з Я.Абдульмановим та ансамблем «Забава», неодноразово з В. Л. Муртазіним.
Тетяна Леонідівна має великий камерно-вокальний репертуар. Зайнята у виставах поточного репертуару і нових постановках театрів Опери та балету Уфи і Єкатеринбурга.
«Заслужена артистка Республіки Башкортостан» (2002), «Народна артистка Республіки Башкортостан» (2008).
Родина: має трьох дітей.

## Ролі в операх
- Амнеріс (Дж. Верді «Аїда»),
- Відьма (Е. Хумпердинк «Гензель і Гретель»)
- Весна (М. Римський-Корсаков «Снігуронька»),
- Граф Орловський (В. Штраус «Кажан»),
- Графиня, Гувернантка (П. Чайковський «Пікова дама»),
- Кончаківна (А. Бородін «Князь Ігор»),
- Ксантіпа (С. Нізаметдінов «Memento»)
- Лола (П. Масканьї «Сільська честь»),
- Любаша (М. Римський-Корсаков «Царська наречена»),
- Маддалена (Дж. Верді «Ріголетто»),
- Марта (П. Чайковський «Іоланта»),
- Марта (Ш. Гуно «Фауст»),
- Марфа (М. Мусоргський «Хованщина»),
- Марцеліна («Весілля Фігаро», Моцарт),
- Наїна (М. Глінка «Руслан і Людмила»),
- Ольга Ларіна, Няня (П. Чайковський «Євгеній Онєгін»),
- Принцеса Кларіче (С. Прокоф'єв «Любов до трьох апельсинів»),
- Рагонда (Дж. Россіні «Граф Орі»),
- Розіна, Берта (Дж. Россіні «Севільський цирульник»),
- Стара циганка (С. Рахманінов «Алеко»),
- Сузукі (Дж. Пуччіні «Чіо-Чіо-сан»),
- Танкабіка (С. Низаметдинов «В ніч місячного затемнення»),
- Третя дама Вт.-А. Моцарт «Чарівна флейта»),
- Ульріка (Дж. Верді «Бал-маскарад»),
- Флора (Дж. Верді «Травіата»).

## Концертний репертуар
- «Stabat Mater» Антоніно Вівальді,
- Дев'ята симфонія Людвіга ван Бетховена,
- «Олександр Невський» С. Прокоф'єва,
- «Лорка-симфонія» Р. Сабітова,
- «Пісні і танці смерті» М. Мусоргського,
- «Пісні про померлих дітей» Густава Малера.

## Нагороди
У 1998 році — призерка XI Міжнародного конкурсу імені Петра Чайковського (спеціальний приз «За найкраще виконання народної пісні», Москва)
У 2002 році — лауреатка II премії V Міжнародного конкурсу оперних співаків у Alkamo (Італія)
Присвоєно почесне звання «Заслужена артистка Республіки Башкортостан» (2002), почесне звання «Народна артистка Республіки Башкортостан» (2008).

## Гастролі
Тетяна Никанорова у складі трупи театру виїжджала на гастролі до Туреччини (1999), Єгипту (2003), Португалії (2006), Таїланд (2006, 2008). Гастролювала в ПАР у 2008 році.